# Bertram Grassby
Bertram Grassby est un acteur anglais, né le 23 décembre 1880 dans le Lincolnshire (lieu inconnu, Angleterre), mort le 7 décembre 1953 à Scottsdale (Arizona).

## Biographie
Installé aux États-Unis, Bertram Grassby entame sa carrière au théâtre et joue notamment à Broadway (New York) vers la fin des années 1900, dans une opérette et deux pièces, dont une adaptation d’Anna Karénine de Léon Tolstoï en 1907, aux côtés de Robert Warwick.
Au cinéma, exclusivement durant la période du muet, il contribue à quatre-vingt-dix-sept films américains (dont des courts métrages), les neuf premiers sortis en 1915 (tel The Circular Staircase d'Edward LeSaint, avec Guy Oliver et Eugenie Besserer).
Suivent entre autres Salomé de J. Gordon Edwards (1918, avec Theda Bara et G. Raymond Nye), Sérénade de Raoul Walsh (1921, avec Miriam Cooper et George Walsh), The Young Rajah de Phil Rosen (1922, avec Rudolph Valentino et Charles Ogle) et Son heure de King Vidor (1924, avec Aileen Pringle et John Gilbert).
Ses deux derniers films muets (après lesquels il se retire), réalisés par Alan Crosland et sortis en 1927, sont Le Roman de Manon (avec John Barrymore et Dolores Costello) et The Beloved Rogue (avec John Barrymore et Conrad Veidt).

## Théâtre à Broadway (intégrale)
- 1907 : Anna Karénine, pièce d'Edmond Guiraud d'après le roman éponyme de Léon Tolstoï, adaptation de Thomas William Broadhurst
- 1908 : Marta of the Lowlands, pièce d'Angel Guimera
- 1909 : Havana, opérette, musique de Leslie Stuart, lyrics d'Adrian Ross et George Arthurs, livret de George Grossmith Jr. et Graham Hill : Roderigo / Julio

## Filmographie partielle
- 1915 : The Bridge of Time de Frank Beal (court métrage)
- 1915 : The Circular Staircase de Edward LeSaint : Dr Walker
- 1916 : Hulda the Silent de Otis Turner (court métrage) : John Johnson
- 1916 : It Happened in Honolulu de Lynn Reynolds : Lord Percy
- 1916 : The Girl of Lost Lake de Lynn Reynolds : Wallace Harrison
- 1916 : Liberty de Jacques Jaccard et Henry MacRae (serial) : Manuel Leon
- 1916 : The Pool of Flame de Otis Turner : Chambret
- 1917 : Volonté (American Methods) de Frank Lloyd : Gaston / Duc de Bligny
- 1917 : Even As You and I de Lois Weber
- 1917 : Rasputin, the Black Monk de Arthur Ashley
- 1918 : Salomé (Salome) de J. Gordon Edwards : Prince David
- 1918 : Le Mariage secret (The Hope Chest) de Elmer Clifton : Stoughton Lounsbury
- 1918 : The Blindness of Divorce de Frank Lloyd : Stanley Merrill

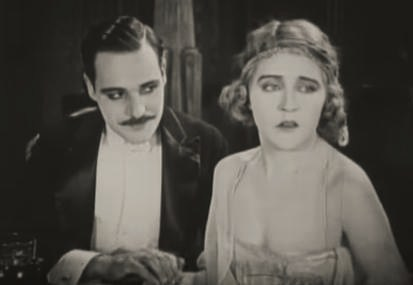
Avec Mae Murray, dans Un délicieux petit diable (1919)

- 1919 : Les Saltimbanques (Hoop-La) de Louis Chaudet : Tony Barrows
- 1919 : Le Roman de la vallée heureuse (A Romance of Happy Valley) de D. W. Griffith : Judas
- 1919 : Un délicieux petit diable (The Delicious Little Devil) de Robert Z. Leonard : Duc de Sauterne
- 1920 : La Femme et le Pantin (The Woman and the Puppet) de Reginald Barker : Philippe
- 1921 : Les Caprices du cœur (Straight from Paris) de Harry Garson : Robert Van Austen
- 1921 : Sérénade (Serenade) de Raoul Walsh : Ramón Maticas
- 1922 : La Somnambule (Sleepwalker) de Edward LeSaint : Ambrose Hammond
- 1922 : Le Jeune Rajah (The Young Rajah) de Phil Rosen : Maharajah Ali Kahn
- 1922 : Borderland de Paul Powell
- 1923 : Dans la gueule du tigre (en) (The Tiger's Claw) de Joseph Henabery : Raj Singh
- 1923 : The Prisoner de Jack Conway
- 1924 : Son heure (His Hour) de King Vidor : Boris Varishkine
- 1924 : La Mine tragique (One Law for the Woman) de Dell Henderson : Bartlett
- 1925 : Destruction ! (Havoc), de Rowland V. Lee : Alexi Betskoy
- 1926 : La Soirée des dupes (The Beautiful Cheat) de Edward Sloman : Marquis de la Pontenac
- 1927 : Le Roman de Manon (When a Man Loves) de Alan Crosland : Duc de Richelieu
- 1927 : L'Étrange Aventure du vagabond poète (The Beloved Rogue) de Alan Crosland : Duc d'Orléans